# تسیتن (براندنبورگ)
تسیتن (به آلمانی: Ziethen) یک شهر در آلمان است که در بارنیم واقع شده‌است. تسیتن ۴۸۵ نفر جمعیت دارد.